# Taufiq Qureshi

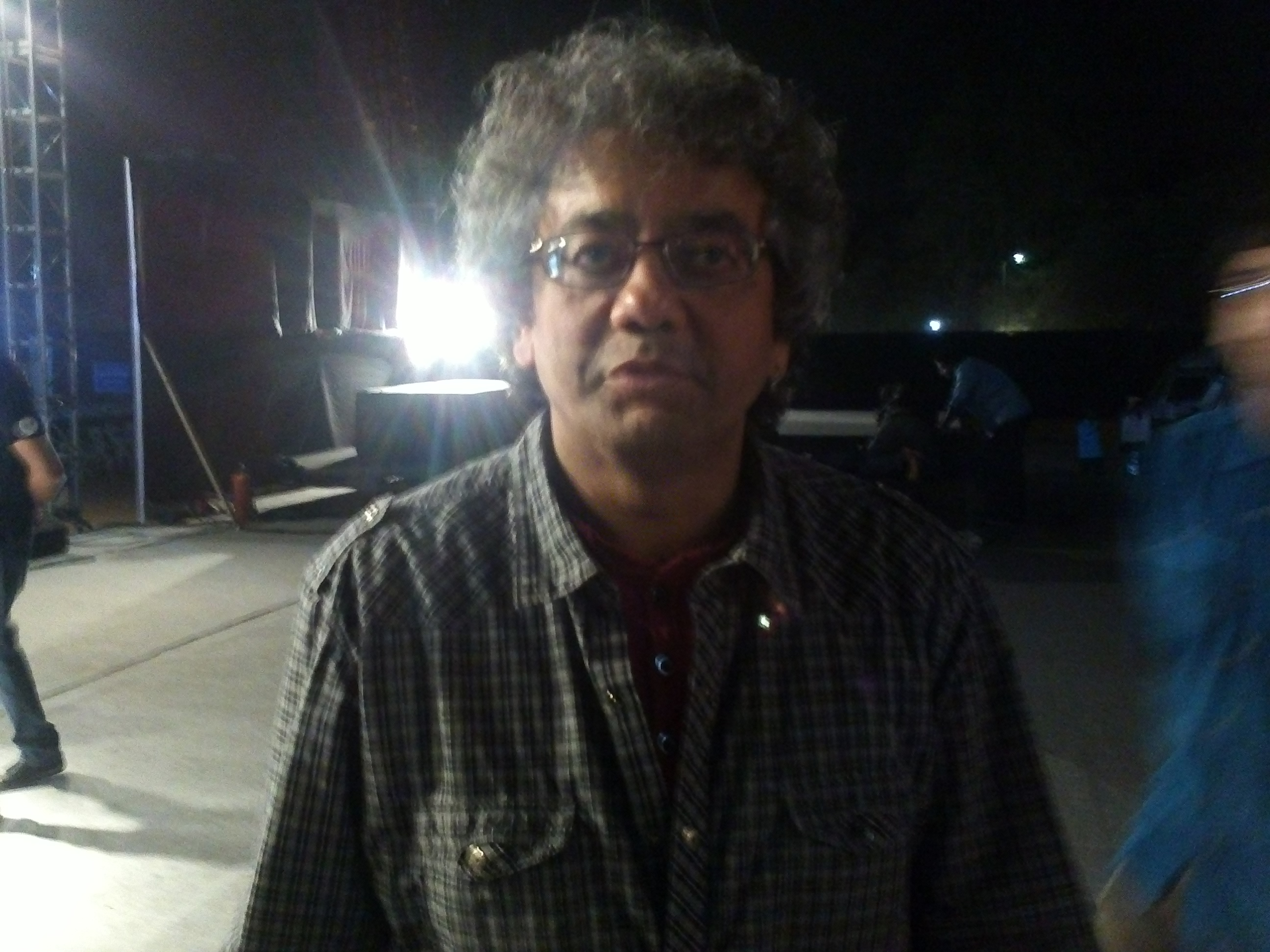
Taufiq Qureshi (2012).

Taufiq Qureshi (* 1962 in Bombay) ist ein indischer klassischer Musiker (Perkussion, Schlagzeug, Stimme, Komposition), der auch im Bereich der Fusionmusik tätig ist.

## Leben und Wirken
Qureshi stammt aus einer Musikerfamilie: Sein Vater war der Tabla-Virtuose Alla Rakha; die Tablaspieler Zakir Hussain (1951–2024) und Fazal Qureshi (* 1961) sind seine älteren Brüder. Wie diese wurde er früh vom Vater auf den Handtrommeln unterrichtet. Aber auch sein ältester Bruder beeinflusste ihn sehr, so dass er sich nicht nur auf die klassische nordindische Musik orientierte, sondern auch die Fusionexperimente seines Bruders in Bands wie Shanti, Diga, Shakti oder Rhythm Experience sehr aufmerksam verfolgte. Als Autodidakt lernte er zudem eine Vielzahl von Schlaginstrumenten aus anderen Kulturen, wie Djembe, Daff, Bongos oder Batajon; auch erhielt er Anleitung von Vikku Vinayakram. Letztlich hat er eine eigene rhythmische Sprache entwickelt, um die Tablasilben auf die afrikanischen Djembe anzupassen und so die Djembe in die indische Musik einzuführen. 
Qureshi begann seine Karriere früh als Interpret nordindischer klassischer Musik und begleitete Musiker wie Hariprasad Chaurasia, Sultan Khan oder Brij Bhushan Kabra. Daneben gründete er 1986 seine Weltmusik-Band Surya. 1988 tourte er mit seinem Vater und ältesten Bruder durch Deutschland. In den frühen 1990er Jahren legte er erste Alben unter eigenem Namen vor. Louis Banks holte ihn und den Sitarspieler Niladri Kumar in seine Gruppe Rhythm Asia. 2008 war er an dem von Bob Belden produzierten Tribut-Album A Celebration of the Music of Miles Davis: Miles from India beteiligt. Im Folgejahr wurde er als Perkussionist auf dem mit einem Grammy ausgezeichneten Album Global Drum Project von Mickey Hart und der vorangegangenen Tournee vorgestellt. Auch holte ihn sein Bruder Zakir Hussain zu Auftritten von Remember Shakti und seinen eigenen Projekten Masters of Percussion und Summit. Aktuell betreibt er sein eigenes Projekt Süm. Zudem spielte er in der Band Sangam von Gino und Louis Banks.
Mit einem guten Gespür für die Welt des Klangs mit ihren feinen Nuancen wurde er zudem ein gefragter Rhythmus-Programmierer, Arrangeur, Komponist und Perkussionist für Studioaufnahmen, etwa in der indischen Filmproduktion.

## Diskographische Hinweise
- Emam, Deepak Ram, Taufiq Qureshi Song of Nature: Rhythm of the Rain. A Musical Rendition of Nature (1993)
- Colours of Rajasthan (1995)
- Rhydhun – An Odyssey of Rhythm (2000, mit Alla Rakha, Zakir Hussain, Fazal Qureshi, Geetika Varde, Shankar Mahadevan, L. Shankar, Nitin Shankar)
- PercJam (2003)
- Bombay Fever (2006)
- Mystic Soundscapes – Forest (2007)
- TaDhaa – An Expression of High Energy (2011)
- The Oath of Vaayuputras (2013)